# Pyrnus obscurus
Espèce
Synonymes
- Rebilus obscurus Berland, 1924

Pyrnus obscurus est une espèce d'araignées aranéomorphes de la famille des Trachycosmidae.

## Distribution
Cette espèce est endémique de Nouvelle-Calédonie. Elle se rencontre vers Tchalabel.

## Description
La femelle holotype mesure 18 mm.
La femelle décrite par Platnick en 2002 mesure 19 mm.

## Systématique et taxinomie
Cette espèce a été décrite sous le protonyme Rebilus obscurus par Berland en 1924. Elle est placée dans le genre Pyrnus par Platnick en 2002.

## Publication originale
- Berland, 1924 : « Araignées de la Nouvelle-Calédonie et des iles Loyalty. » Nova Caledonia. Zoologie, vol. 3, p. 159-255 (texte intégral).